# ليونارد تسيبا
ليونارد تسيبا (بالإنجليزية: Leonard Tsipa)‏ (25 يناير 1982 بهراري في زيمبابوي - ) هو لاعب كرة قدم زيمبابوي في مركز الهجوم. شارك مع منتخب زيمبابوي لكرة القدم. أما مع النوادي، فقد لعب مع نادي ديناموز ونادي كابس يونايتد وGunners F.C. ‏ وFK Javor Ivanjica ‏.

## وصلات خارجية
- ليونارد تسيبا على موقع قاعدة بيانات كرة القدم.إي يو (الإنجليزية)
- ليونارد تسيبا على موقع ناشيونال فوتبول تيمز (الإنجليزية)
- ليونارد تسيبا على موقع Soccerway.com (الإنجليزية)